# Pachystomias
Pachystomias is een monotypisch geslacht van straalvinnige vissen uit de familie van Stomiidae. Het geslacht is voor het eerst wetenschappelijk beschreven in 1887 door Guenther.

## Soort
- Pachystomias microdon (Günther, 1878)